# Fernand Locsen
 (janvier 2017).
Fernand Locsen est un poète français du début du XXe siècle.

## Biographie
Il participe avec les poètes Lucien Banville d'Hostel, Roger Dévigne (alias George-Hector Mai), Bernard Marcotte, André Colomer, le sculpteur Célestin Manalt, le peintre André de Székély, et bien d'autres, à la création de la revue La Foire aux chimères, organe du groupe d'action d'art « Le Mouvement visionnaire » (1908).
Il est l'auteur de la Ballade aux vautours, les Titans masqués.

## Sources
- Gérard de Lacaze-Duthiers, Une nouvelle école poétique, Berger et Chausse, Paris.